# Gårslev Kirke
Gårslev Kirke ligger i den nordvestlige del af Gårslev by, Gårslev Sogn, Vejle Kommune.
Kirken er bygget over flere gange med to slags byggematerialet: Kvadersten og tegl. Den er opført i romansk stil med små, rundbuede, højtsiddende vinduer og rundbuet korbue. De små vinduer er bevarede på bygningens nordlige side.
Den ældste del er den mod øst med kor og skib, bygget i 1100-tallet af fint tilhugne kvadre.
I korets sydside ses en sjældenhed: Et lavtsiddende rundt vindue. Her har der været en åbning, hvorigennem præsten kunne række de spedalske nadveren. På skibets nordside ses omridset af den for længst tilmurede kvindedør. Kirken fik træloft i både skib og kor.

## Eksterne kilder og henvisninger
- Wikimedia Commons har flere filer relateret til Gårslev Kirke
- Gårslev Sogn hos sogn.dk
- Gårslev Kirke Arkiveret 31. januar 2011 hos  Wayback Machine hos nordenskirker.dk
- Gårslev Kirke hos KortTilKirken.dk